# Mauritz Widforss
Laurentzius Mauritz Victor Widforss, född 5 oktober 1836 i Håbo-Tibble socken, Uppsala län, död 9 september 1905 i Östhammar, var en svensk köpman.
Widforss var bokhållare hos kruthandlaren M.F. Wallin i Stockholm 1851–71, innehavare av kryddkramhandel 1871–80, innehavare av krut- och vapenaffär i Stockholm från 1880 och, efter affärens ombildning 1904 till Mauritz Widforss' Handelsaktiebolag, verkställande direktör för bolaget.
År 1968 köptes Mauritz Widforss' Handelsaktiebolag av Erling Persson, som sedan 1947 sålt damkläder under firmanamnet Hennes. Mauritz Widforss' Handelsaktiebolag styckades därefter, varvid den del som var inriktad på jaktutrustning såldes och bildade företaget Widforss, medan verksamheten inom herrkläder sammanslogs med Hennes och bildade företaget Hennes & Mauritz. Det är således Widforss förnamn som lever vidare i sistnämnda företagsnamn.